# Jacques Bertin

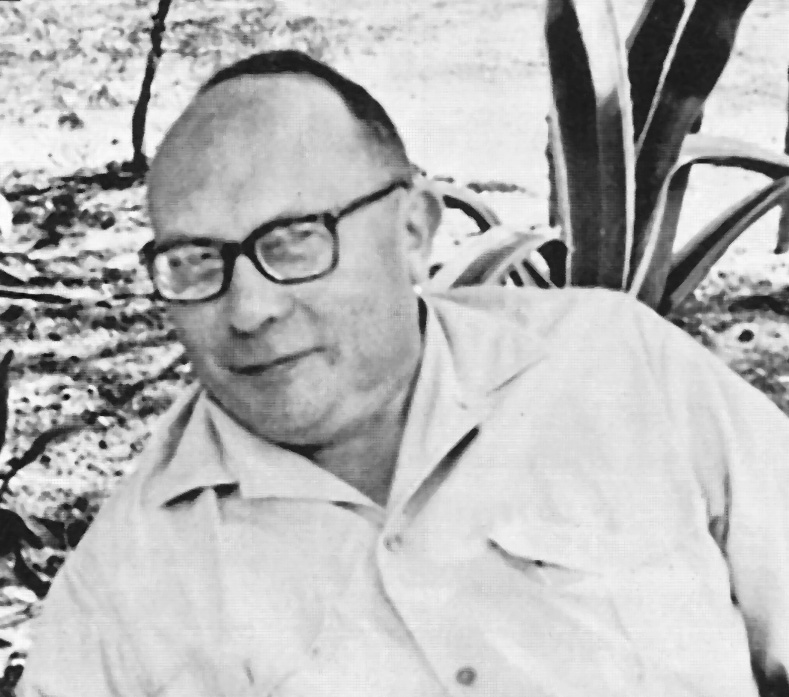
Bertin in Porquerolles, 1971

Jacques Bertin (* 27. Juli 1918 in Maisons-Laffitte; † 3. Mai 2010 in Paris) war ein bedeutender französischer Kartograph, der mit seinem Buch „Sémiologie graphique“ 1967 (Deutsche Ausgabe 1974) als Erster ein Standardwerk zur graphischen Theorie und zur Visualisierung allgemein verfasste.
Er entwickelte die Theorie der „Graphischen Variablen“, mit der er zeigt, dass ein Kartenzeichen aus Farbe, Form, Muster, Helligkeit, Richtung und Größe zusammengesetzt werden kann. Je nach Skalenniveau der darzustellenden Daten schlägt er eine bestimmte Nutzung der graphischen Variablen vor.
Er wurde 1993 mit der Mercator-Medaille der Deutschen Gesellschaft für Kartographie ausgezeichnet. Im Jahre 1999 erhielt er zudem die Carl Mannerfelt Goldmedaille der Internationalen Kartographischen Vereinigung.

## Werke
- Sémiologie graphique: Les diagrammes, Les réseaux, les cartes, ISBN 2-7132-1277-4 (deutsche Übersetzung: Graphische Semiologie. Diagramme, Netze, Karten; ISBN 3-11-003660-6)